# Nephodia parva
Nephodia parva là một loài bướm đêm trong họ Geometridae.